# Tractat d'Alcalá de Henares

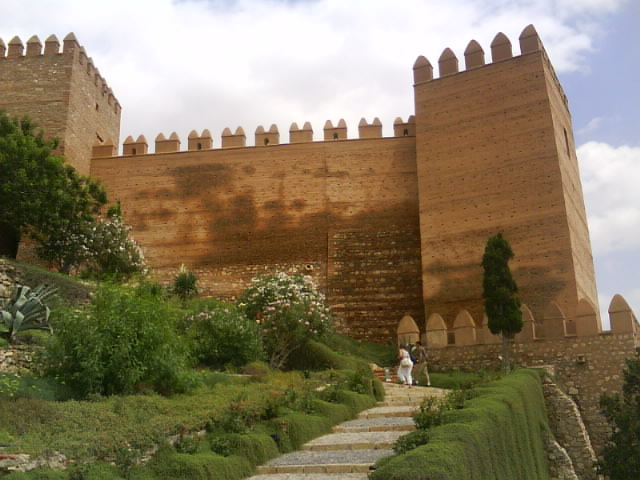
Vista de l'alcassaba d'Almeria.

El  Tractat d'Alcalá de Henares  va ser un acord rubricat el dia 19 de desembre de 1308 a la ciutat d'Alcalá de Henares entre el rei Ferran IV de Castella i els ambaixadors Bernat de Sarrià i Gonzalo García, representants de Jaume II d'Aragó.

## Antecedents
Al començament de 1306, Ferran IV de Castella havia demanat entrevistar-se amb Jaume II el Just, i des d'aquest moment els ambaixadors dels dos reis van intentar fixar una data per la trobada dels dos sobirans, que va haver de ser ajornat diverses vegades a causa dels conflictes interns existents en ambdós regnes. Les clàusules del tractat d'Alcalá de Henares, signat el 19 de desembre de 1308, van tenir el seu origen en les trobades mantinguts pels reis de Castella i Aragó al monestir de Santa Maria de Huerta i a Monreal de Ariza en el mes de desembre de 1308. Els temes discutits en ambdues entrevistes van ser el rellançament de l'empresa bèl·lica de la Reconquesta, desitjat per tots dos reis, el matrimoni de la infanta Elionor de Castella, filla primogènita i hereva de Ferran IV, amb l'infant Jaume d'Aragó, fill i hereu de Jaume II el Just i, finalment, la satisfacció dels compromisos contrets per Ferran IV amb Alfons de la Cerda, que encara no havien estat satisfets en la seva totalitat.
Respecte al matrimoni entre la infanta Elionor i l'infant Jaume, encara que va ser celebrat mai va ser consumat, ja que l'infant Jaume va fugir de la cerimònia d'esposalles, va renunciar poc després als seus drets al tron, i va ingressar a l'Orde de Sant Joan de Jerusalem. La infanta Elionor va contreure matrimoni, anys més tard, amb Alfons el Benigne, rei d'Aragó, i fill i successor de Jaume II el Just. Respecte al segon assumpte debatut en les entrevistes, Ferran IV va lliurar a Alfons de la Cerda 220.000 maravedís que encara no li havien estat lliurats i aquest últim va retornar al rei les viles de Deza, Serón i Alcalá. La idea d'emprendre de nou la lluita contra el regne de Granada va ser acollida amb entusiasme per tots dos sobirans, que comptaven amb el suport d'Abu-r-Rabí Sulayman ibn Yússuf, el rei del Marroc, que es trobava en guerra contra el rei Muhammad III al-Mahlua. Es va aprovar amb l'anuència de les dues parts que les tropes del regne de Castella i Lleó atacarien les places d'Algesires i Gibraltar, mentre que els aragonesos conquistarien la ciutat d'Almeria.
Després de les entrevistes mantingudes entre els dos sobirans, Ferran IV es va reunir a la vila de Almazán amb la seva mare, la reina Maria de Molina, i tots dos van acordar netejar de malfactors la zona compresa entre Almazán i Atienza, i destruir les fortaleses que els servien de refugi, tasca en la qual va prendre part l'infant Felip de Castella i de Molina, germà de Ferran IV. Maria de Molina es va mostrar complaguda davant els acords assolits entre Ferran IV i Jaume II el Just. A continuació, el rei es va dirigir a Alcalá de Henares.

## Tractat d'Alcalá de Henares
El 19 de desembre de 1308, en Alcalá de Henares, Ferran IV de Castella i els ambaixadors aragonesos Bernat de Sarrià i Gonzalo García van rubricar el tractat d'Alcalá de Henares. Ferran IV, que comptava amb el suport del seu germà, l'infant Pere de Castella i de Molina, de Diego López V d'Haro, l'arquebisbe de Toledo i del bisbe de Zamora, va acordar iniciar la guerra contra el regne de Granada el dia 24 de juny de 1309 i es va comprometre, igual que el monarca aragonès, a no signar una pau per separat amb el monarca granadí. El rei castellà aportaria deu galeres a l'expedició i altres tantes el rei aragonès. Es va aprovar amb l'anuència de les dues parts que les tropes del regne de Castella i Lleó atacarien les places d'Algesires i Gibraltar, mentre que els aragonesos conquistarien la ciutat d'Almeria.
Ferran IV es va comprometre a cedir una sisena part del regne de Granada al rei aragonès, i li va concedir el regne d'Almeria en la seva totalitat com avançament pel mateix, excepte les places de Bedmar, Locubín, Alcaudete, Quesada i Arenas, que havien format part del regne de Castella i Lleó en el passat. Ferran IV va establir que si es donava la circumstància que el regne d'Almeria no es correspongués amb la sisena part del regne de Granada, l'arquebisbe de Toledo per part de Castella i el bisbe de València per part d'Aragó serien els encarregats de resoldre les possibles deficiències d'aquest càlcul. La concessió al regne d'Aragó d'una part tan extensa del regne de Granada va motivar que l'infant Joan de Castella i d'Aragó i Joan Manuel de Castella protestes contra la ratificació del tractat, encara que aquesta protesta no va tenir conseqüències.
L'entrada en vigor de les clàusules del tractat d'Alcalá de Henares va suposar una notable ampliació dels futurs límits del regne d'Aragó, que va aconseguir uns límits més grans que els previstos en els tractats de Cazorla i Almizra, en els quals s'havien establert les futures àrees d'expansió dels regnes de Castella i Aragó en el passat. A més, Ferran IV va atorgar el seu consentiment perquè Jaume II d'Aragó negociés una aliança amb el rei del Marroc, per tal de combatre el regne de Granada.
Després de la signatura del tractat d'Alcalá de Henares, els reis de Castella i Aragó van enviar ambaixadors a la Cort d'Avinyó, per tal de demanar al Papa Climent V que concedís la condició de croada a la lluita contra els musulmans del sud de la península Ibèrica, i perquè concedís la necessària dispensa per a la celebració del matrimoni entre la infanta Elionor de Castella, filla primogènita i hereva de Ferran IV, i l'infant Jaume d'Aragó, fill i hereu de Jaume II el Just, al que el Papa va accedir, doncs dispensa per a aquest matrimoni va ser atorgada abans de l'arribada dels ambaixadors a Avinyó. El dia 24 d'abril de 1309 el Papa Climent V, mitjançant la butlla  "Indesinentis curi" , va autoritzar la predicació de la croada en els dominis del rei Jaume II d'Aragó, i va atorgar a l'empresa els delmes que havien estat destinats a la conquesta de Còrsega i Sardenya.